# 西留村乡 (浑源县)
西留村乡，是中华人民共和国山西省大同市浑源县下辖的一个乡镇级行政单位。

## 行政区划
西留村乡下辖以下地区：
西留村、宝峰寨村、付家坡村、泉子头村、车道口村、贾庄村、上祝安村、下祝安村和东柏林村。